# Elias Sørensen
Elias Sørensen (* 18. September 1999 in Sjunkeby) ist ein dänischer Fußballspieler. Er steht in England bei Newcastle United unter Vertrag, wo er zum Kader der Reservemannschaft gehört, und ist auf Leihbasis in den Niederlanden bei Zweitligist Almere City FC aktiv.

## Karriere

### Verein
Elias Sørensen wurde in Sjunkeby bei Nakskov auf der Insel Lolland geboren. Er spielte in seiner Jugend bei HB Køge, der aus einer Fusion von Herfølge BK und von Køge BK, zwei ehemaligen Erstligisten aus Seeland, entstanden war. Für diese absolvierte er auch im Alter von 16 Jahren fünf Partien in der zweiten dänischen Liga, bevor er im August 2016 nach England zum damaligen Zweitligisten Newcastle United wechselte. Bei den Magpies gehörte Sørensen zunächst zum Kader der U18, kam aber auch in der U23, der Reservemannschaft, zum Einsatz. In der Saison 2017/18 erzielte er in 20 Punktspielen für die U18 10 Tore und gab sechs Vorlagen. In der neuen Saison kam der Däne regelmäßig in der U23 zum Einsatz, ehe er im Januar 2019 an den Drittligisten FC Blackpool verliehen wurde. Nach nur einer Partie wurde der Leihvertrag wieder aufgelöst und Elias Sørensen kehrte zu Newcastle United zurück. Im August 2019 folgte eine erneute Leihe, dieses Mal zum Viertligisten Carlisle United. Nach 15 Pflichtspielen (davon acht Spielen in der Liga) wurde der Leihvertrag im Dezember 2019 wieder aufgelöst. Am 2. Oktober 2020 wurde Sørensen in die Niederlande zum Zweitligisten Almere City FC verliehen. Dort spielt er regelmäßig, steht allerdings nicht immer in der Startelf.

### Nationalmannschaft
Elias Sørensen absolvierte im Jahr 2016 ein Spiel für die dänische U17-Nationalmannschaft und spielte in der Folgezeit im Jahr 2018 in einer Partie für die U19-Junioren Dänemarks. 2019 lief er in zwei Spielen für die dänische U20-Nationalmannschaft auf. Zwischenzeitlich – am 16. März 2019 – debütierte er in einem Testspiel in Mexiko-Stadt gegen Mexiko für U21-Nationalmannschaft von Dänemark.